# Erik Westerby
Niels Erik Westerby (9. maj 1901 på Frederiksberg – 14. februar 1981 i Ringkøbing) var en dansk arkæolog. Sideløbende med sin advokatvirksomhed foretog Westerby udgravninger, udgivet som bl.a. Stenalderbopladser ved Klampenborg (1927). I 1944 påviste han Danmarks dengang ældste boplads fra Brommekulturen.
Til hans ære stiftedes Erik Westerby-prisen i 1981.